# Christian Tortu
Christian Tortu, né en février 1954, est un fleuriste français, connu pour avoir contribué à l'évolution des pratiques de sa profession, dans la composition des bouquets.

## Biographie
Il naît en 1954 à Saumur. Ses parents sont maraîchers. Un lopin de terre qu’ils lui laissent et des graines d’immortelles données par un grainetier décident de sa vocation. Il vend ses récoltes d'immortelles à des fleuristes de la ville, travaille pour eux et se passionne pour l’art floral. Il décide d’en faire sa profession. Ayant obtenu le bac avec mention, il s’est écarté pourtant de la filière traditionnelle pour ce métier, le CAP. Il opte pour des études à l’école d’horticulture d’Angers. Puis il rentre dans la première école de fleuriste qui s’est créée entretemps, La Piverdière, à proximité, entre Angers et Saumur,. Il effectue ensuite un mini-tour de France à sa manière, puis devient un employé chez Pierre Declercq, fleuriste du 16e arrondissement de Paris. Il y reste pendant huit ans.
En 1986, il crée sa propre boutique, à côté de la place de l’Odéon, toujours à Paris,. C’est là qu’il secoue les habitudes de sa profession sur l’art du bouquet. Il ouvre la palette des fleurs utilisées tout en privilégiant les fleurs de saison, y joint des fruits, des baies, des légumes, des branchages, travaille davantage la composition de l'ensemble et abandonne le papier transparent agrafé l'emballant traditionnellement. Il est remarqué assez vite par des rédactrices de magazines de décoration ou de magazines féminins comme par des personnalités artistiques, notamment Catherine Deneuve. Des attachées de presse ouvrent des comptes dans sa boutique pour la décoration florale d’événements divers.
En janvier 1990, Henri Delbard, le fils du pépiniériste Georges Delbard  et Christian Tortu décident de s'associer.  Une nouvelle société Christian Tortu voit le jour rentrant de fait, via son actionnaire la société Georges Delbard, dans le groupe LVMH. Christian Tortu y apporte notamment son nom, qui reste à l'époque connu presque exclusivement dans un cercle très parisien. Ce nom devient une marque LVMH. Un second magasin Tortu  s’ouvre à Paris. Les nouveaux actionnaires effectuent des apports et comblent les pertes. Le déclenchement de la guerre du Golfe engendre en effet un tassement de l’activité de ce secteur, même si Christian Tortu est mis à contribution par de grands stylistes de la maison LVMH, comme Gianfranco Ferré et John Galliano, et s’il commence à acquérir une notoriété internationale. En mai 1992, Christian Tortu démissionne de ses fonctions de directeur artistique tout en restant actionnaire minoritaire. Il est tenté un moment de sortir par un conflit juridique, un conflit somme toute assez classique entre un créateur et des gestionnaires, puis se résout à racheter  cette marque à son nom, pour redevenir indépendant.
Il continue son activité sur sa lancée, devient une référence dans sa profession et ouvre des franchises à New-York, Tokyo, Hong-Kong. Puis en 2005, il transmet ses boutiques parisiennes à un de ses employés, et se consacre au domaine plus large de la décoration : arts de la table, vases, etc..